# 富士ミルクランド

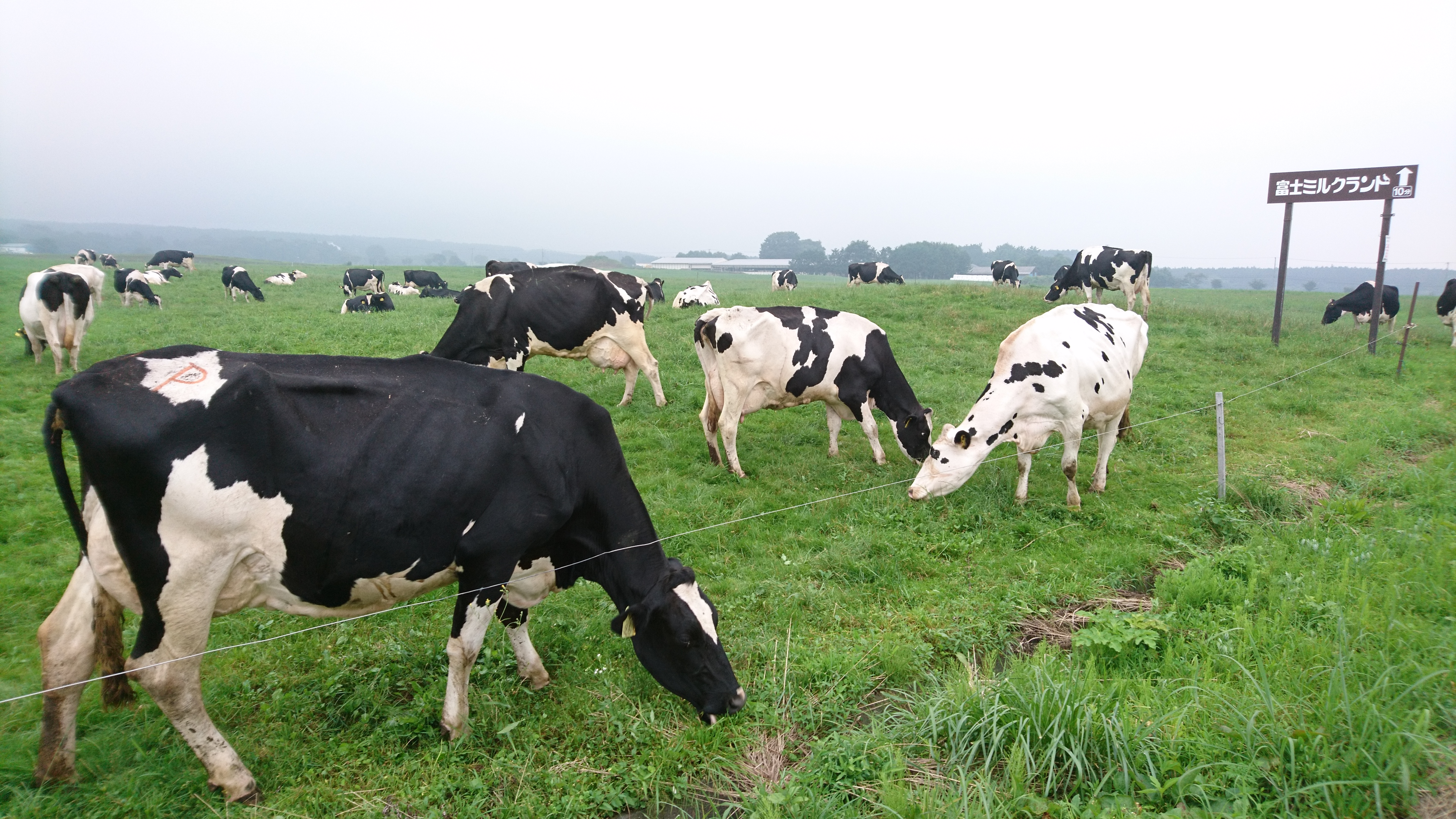
国道わきにて撮影

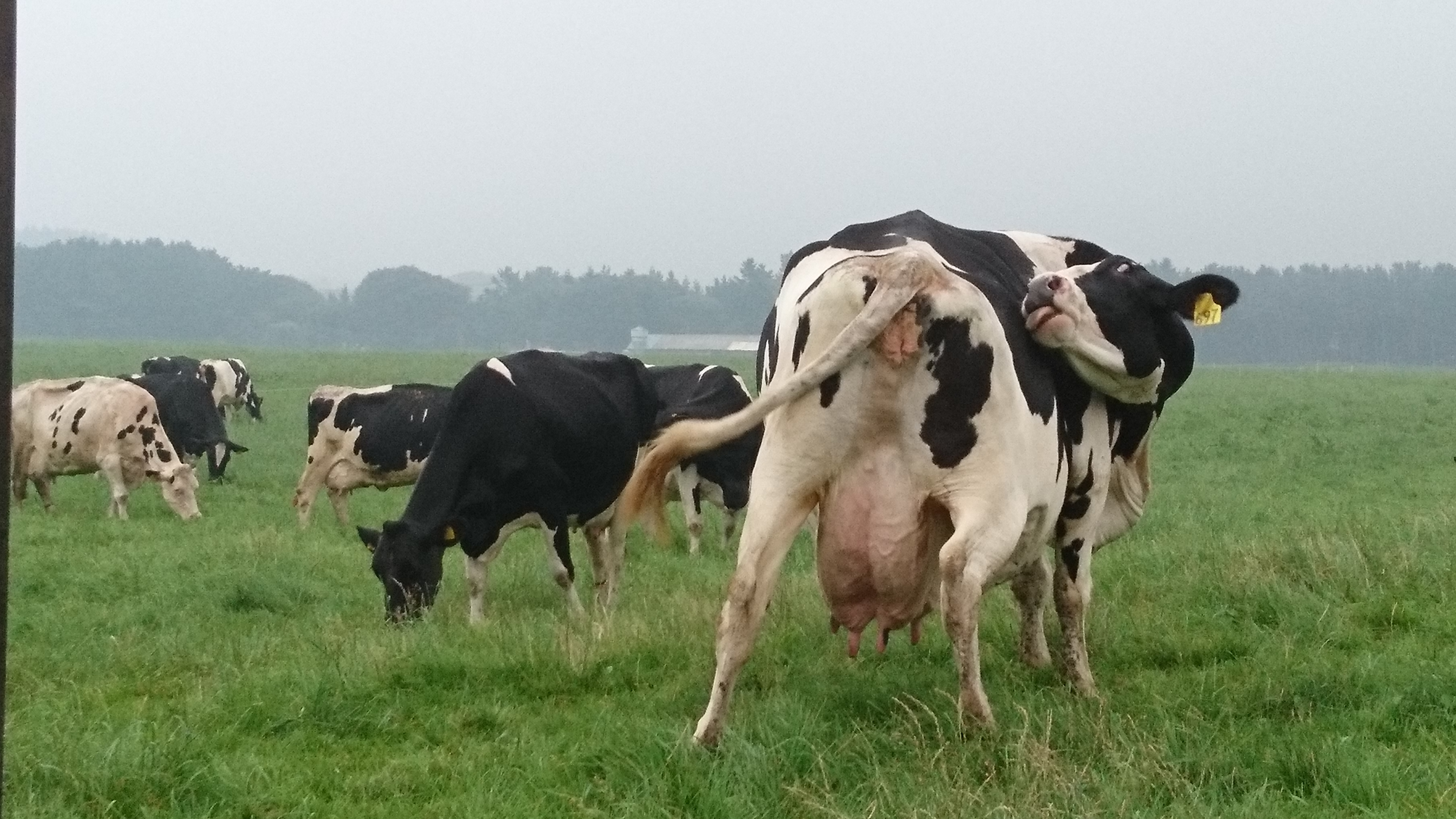
放牧中の牛

富士ミルクランド（ふじミルクランド）は、静岡県富士宮市に所在するレジャー施設である。朝霧高原にある。入園料は無料。宿泊施設も存在し、ドッグランなど可能。

## 概要
- 開園時間 9:00 - 17:00
- 所在地 静岡県富士宮市上井出3690
- 入園料 無料

## 施設
- まきばショップ
- レストラン＆カフェ
- 農産品直売所
- 富士山のソフトクリーム屋さん
- ジェラート工房
- 名水　そば処
- チーズ工場
- ふれあい広場
- 富士朝霧高原ロッジ
- 東名ＳＡ下りジェラートショップ

## アクセス
- 東名高速道路富士IC→西富士道路→国道139号→静岡県道・山梨県道71号富士宮鳴沢線
- 中央自動車道河口湖IC→国道139号→静岡県道・山梨県道71号富士宮鳴沢線